# V425 Большого Пса
V425 Большого Пса (лат. V425 Canis Majoris) — одиночная переменная звезда в созвездии Большого Пса на расстоянии (вычисленном из значения параллакса) приблизительно 8849 световых лет (около 2713 парсеков) от Солнца. Видимая звёздная величина звезды — от +5,45m до +4,22m.

## Характеристики
V425 Большого Пса — красная углеродная переменная звезда, мирида (M) спектрального класса C.